# Sportif polonais de l'année
Le Sportif polonais de l'année est désigné annuellement depuis 1926 par les lecteurs du journal Przegląd Sportowy.

## Palmarès
| Année | Sportif                       | Sport              |
| ----- | ----------------------------- | ------------------ |
| 1926  | Wacław Kuchar                 | Football           |
| 1927  | Halina Konopacka              | Athlétisme         |
| 1928  | Halina Konopacka (2)          | Athlétisme         |
| 1929  | Stanisław Petkiewicz          | Athlétisme         |
| 1930  | Stanisława Walasiewicz        | Athlétisme         |
| 1931  | Janusz Kusociński             | Athlétisme         |
| 1932  | Stanisława Walasiewicz        | Athlétisme         |
| 1933  | Stanisława Walasiewicz (2)    | Athlétisme         |
| 1934  | Stanisława Walasiewicz (3)    | Athlétisme         |
| 1935  | Roger Verey                   | Aviron             |
| 1936  | Jadwiga Jędrzejowska          | Tennis             |
| 1937  | Jadwiga Jędrzejowska (2)      | Tennis             |
| 1938  | Stanisław Marusarz            | Saut à ski         |
| 1948  | Aleksy Antkiewicz             | Boxe               |
| 1949  | Zdobysław Stawczyk            | Athlétisme         |
| 1950  | Helena Rakoczy                | Gymnastique        |
| 1951  | Zygmunt Chychła               | Boxe               |
| 1952  | Zygmunt Chychła (2)           | Boxe               |
| 1953  | Leszek Drogosz                | Boxe               |
| 1954  | Janusz Sidło                  | Athlétisme         |
| 1955  | Janusz Sidło (2)              | Athlétisme         |
| 1956  | Elżbieta Krzesińska           | Athlétisme         |
| 1957  | Jerzy Pawłowski               | Escrime            |
| 1958  | Zdzisław Krzyszkowiak         | Athlétisme         |
| 1959  | Edmund Piątkowski             | Athlétisme         |
| 1960  | Józef Szmidt                  | Athlétisme         |
| 1961  | Ireneusz Paliński             | Haltérophilie      |
| 1962  | Teresa Ciepły                 | Athlétisme         |
| 1963  | Ryszard Parulski              | Escrime            |
| 1964  | Józef Szmidt                  | Athlétisme         |
| 1965  | Irena Kirszenstein            | Athlétisme         |
| 1966  | Irena Szewińska (2)           | Athlétisme         |
| 1967  | Sobiesław Zasada              | pilote de rallye   |
| 1968  | Jerzy Pawłowski               | Escrime            |
| 1969  | Waldemar Baszanowski          | Haltérophilie      |
| 1970  | Teresa Sukniewicz             | Athlétisme         |
| 1971  | Ryszard Szurkowski            | Cyclisme           |
| 1972  | Witold Woyda                  | Escrime            |
| 1973  | Ryszard Szurkowski (2)        | Cyclisme           |
| 1974  | Irena Szewińska (3)           | Athlétisme         |
| 1975  | Zygmunt Smalcerz              | Haltérophilie      |
| 1976  | Irena Szewińska (4)           | Athlétisme         |
| 1977  | Janusz Peciak                 | Pentathlon moderne |
| 1978  | Józef Łuszczek                | Ski                |
| 1979  | Jan Jankiewicz                | Cyclisme           |
| 1980  | Władysław Kozakiewicz         | Athlétisme         |
| 1981  | Janusz Pyciak-Peciak (2)      | Pentathlon moderne |
| 1982  | Zbigniew Boniek               | Football           |
| 1983  | Zdzisław Hoffmann             | Athlétisme         |
| 1984  | Andrzej Grubba                | Tennis de table    |
| 1985  | Lech Piasecki                 | Cyclisme           |
| 1986  | Andrzej Malina                | Lutte              |
| 1987  | Marek Łbik et Marek Dopierała | Canoë-kayak        |
| 1988  | Waldemar Legień               | Judo               |
| 1989  | Joachim Halupczok             | Cyclisme           |
| 1990  | Wanda Panfil                  | Athlétisme         |
| 1991  | Wanda Panfil (2)              | Athlétisme         |
| 1992  | Waldemar Legień (2)           | Judo               |
| 1993  | Rafał Kubacki                 | Judo               |
| 1994  | Andrzej Wroński               | Lutte              |
| 1995  | Paweł Nastula                 | Judo               |
| 1996  | Renata Mauer                  | Tir sportif        |
| 1997  | Paweł Nastula (2)             | Judo               |
| 1998  | Robert Korzeniowski           | Marche athlétique  |
| 1999  | Tomasz Gollob                 | Speedway           |
| 2000  | Robert Korzeniowski (2)       | Marche athlétique  |
| 2001  | Adam Małysz                   | Saut à ski         |
| 2002  | Adam Małysz (2)               | Saut à ski         |
| 2003  | Adam Małysz (3)               | Saut à ski         |
| 2004  | Otylia Jędrzejczak            | Natation           |
| 2005  | Otylia Jędrzejczak (2)        | Natation           |
| 2006  | Otylia Jędrzejczak (3)        | Natation           |
| 2007  | Adam Małysz (4)               | Saut à ski         |
| 2008  | Robert Kubica                 | Formule 1          |
| 2009  | Justyna Kowalczyk             | Ski de fond        |
| 2010  | Justyna Kowalczyk (2)         | Ski de fond        |
| 2011  | Justyna Kowalczyk (3)         | Ski de fond        |
| 2012  | Justyna Kowalczyk (4)         | Ski de fond        |
| 2013  | Justyna Kowalczyk (5)         | Ski de fond        |
| 2014  | Kamil Stoch                   | Saut à ski         |
| 2015  | Robert Lewandowski            | Football           |
| 2016  | Anita Włodarczyk              | Lancer du marteau  |
| 2017  | Kamil Stoch (2)               | Saut à ski         |
| 2018  | Bartosz Kurek                 | Volley-ball        |
| 2019  | Bartosz Zmarzlik              | Speedway           |
| 2020  | Robert Lewandowski (2)        | Football           |
| 2021  | Robert Lewandowski (3)        | Football           |
| 2022  | Iga Świątek                   | Tennis             |
| 2023  | Iga Świątek (2)               | Tennis             |
| 2024  | Aleksandra Mirosław           | Escalade           |